# Диего Лопес де Суньига (ум. 1417)
Диего Лопес де Суньига (Эстунига) (около 1350, Кастаньярес — ноябрь 1417, Вальядолид) — богатый кастильско-наваррский дворянин, 11-й сеньор де Суньига и Мендавия в Наварре, Бехара и Кастеллы в Кастилии, сеньор Байдеса, Баньяреса, Куриэль, Граньона, Монтеррея и других городов, советник королей Кастилии и Леона Хуана I, Энрике III и Хуана II, главный судебный пристав Кастилии и Леона, главный судья с чрезвычайными полномочиями Кастилии и Леона со времен правления Энрике III, соправитель во время малолетства королей Энрике III и Хуана II.

## Семейное происхождение и ранние годы
Диего Лопес де Суньига был сыном Иньиго Ортиса де Стуники, 10-го сеньора Суньиги, де Лас-Куэвас, Алесанко и других поместий, богатого человека Кастилии и Наварры, опекуна короля Альфонсо XI «Благородного», а после его смерти короля Педро I «Жестокого». Его матерью была Хуана де Ороско, дочь Иньиго Лопеса де Ороско, и его жены Марии де Менесес.

### На службе у королей Кастилии и Леона

#### Правление Хуана I
Менин короля Хуана I, затем дворянин его палаты и с 20 июля 1380 года его старший официант. За услуги, оказанные младенцу, впоследствии королю Хуану I, он пожаловал ему город Баньярес в Риохе, и предоставил ему лицензию на основание майората указом от 5 февраля 1378 года. По возвращении понтификата в Рим, после Авиньонский раскол, новый раскол возник вновь в Риме, где началась борьба между папой Урбаном VI и антипапой Климентом VII, поддержанной Францией. Король Арагона Педро I настоял на переговорах с королем Кастилии Хуаном I, чтобы решить вопрос о поддержке. Диего Лопес де Эстуньига, старший официант, был отправлен послом в Барселону, где он достиг соглашения, которое было подписано 20 июля 1380 года, о заключительной встрече обоих монархов в сентябре 1380 года, но встреча не состоялась. В мае 1381 года королевства Испания и Португалия признали папу Климента VII легитимным, тем самым отметив его успех во французской дипломатии.
Король Кастилии Хуан I пожаловал ему на милость город Курьель, провинция Вальядолид, 12 августа 1386 года. В Курьеле он построил дворец Суньига (Курьель-де-Дуэро) в 1410 году. Диего и его семья поселились в Севилье ближе к 1390 году. В поместье своей матери он приобрел дом в приходе Санта-Мария «ла-Бланка» в 1394 году. Его первенец Педро де Эстуньига был назначен старшим алькайдом Севильи в 1407 году.
Диего был высоко оценен королем Хуаном I как самый выдающийся из его советников и сотрудников. Другими выдающимися советниками были Педро Лопес де Айяла (его хроники сохранились и составляют большое наследие для истории Испании), Хуан и Диего Уртадо де Мендоса и Хуан Гарсия Манрике де Лара.

#### Правление Энрике III
После смерти короля Хуана I, которая произошла в Алькала-де-Энарес 9 октября 1390 года, Диего Лопес де Эстуньига был назначен после «Конкордии де Пералес» в 1392 году соправителем Кастилии и Леона, когда король Энрике III был несовершеннолетним. Диего назначается алькайдом замка Бургос в 1391 году, а в 1392 году — алькайдом замка Пеньяфьель, где он содержал под своей опекой трех внебрачных детей короля Кастилии и Леона Педро I «Жестокого».
В июне 1391 года возбужденная толпа Севильи начала штурм еврейской альхамы, спасаясь от тех, кто принял крещение. Конфискованные активы необращенных евреев по акту от 9 января 1396 года были переданы Хуану Уртадо де Мендосе и Диего Лопесу де Эстуньиге, которые несли основную ответственность за восстановление общественного порядка.
Регентство прекратилось с объявлением о совершеннолетии короля Энрике III в возрасте 14 лет, подписанным в Лас-Уэльгасе 2 августа 1393 года. Король Энрике III высоко ценил Диего Лопеса, сделав его членом своего совета. В декабре 1393 года король Энрике III назначил его старшим судьей Кастилии и 22 февраля 1395 года наделил его чрезвычайными полномочиями. Диего мог вершить правосудие без апелляции. Это решение послужило основанием для принятия действенных мер по восстановлению общественного порядка и царской власти, что к 1398 году достигло объединительной и умиротворяющей задачи в королевстве, а также укрепления центральной власти, добившись подчинения восставших родственников короля Энрике III в августе 1394 года.
Правительственная команда первых месяцев 1394 года состояла на переднем плане из Хуана Уртадо де Мендосы, старшего майордома, Диего Лопеса де Эстуньиги, старшего судьи, и Руи Лопеса Давалоса, констебля Кастилии, персонажей благородной олигархии, верной королю.
Король Энрике III подтверждает свидетельством от 15 декабря 1390 года дар города Куриэль в Вальядолиде, сделанный его отцом королем Хуаном I 12 августа 1386 года, он дарит город Бургильос свидетельством от 5 декабря 1393 года, подтвердил дар Граньона в Ла-Риохе, 15 декабря 1393 года, и трети архипрестазго Пеньяфьель, провинция Вальядолид, 29 июня 1394 года. Поместье Пескера-де-Дуэро было подарено ему инфантом Фернандо (позже названным «де Антекера») по свидетельству от 26 января 1395 года, и дарение было подтверждено королем Энрике III 16 мая 1395 года.
После подписания 21 июня 1394 года договора о дружбе и помощи между королями Энрике III «эль-Долиенте» Кастилии и Карлосом III Наваррским «Эль-Буэно», король Наварры Карлос III вернул Диего владение Суньигой (Наварра), в качестве награды он передал ему поместье Мендавия, также в Наварре, 31 июля 1394 года. Совет Бехара отдает дань уважения Диего в 1396 году как сеньору указанного города в силу обмена, проведенного с королем Энрике III на город Фриас.
Диего Лопес де Суньига и Хуан Фернандес де Веласко поклялись в союзе взаимопомощи в Ренедо, недалеко от Вальядолида, 14 октября 1398 года, к которому позже присоединились другие ведущие деятели из Кастилии, сформировав Лигу знати. По иску о дани от 31 декабря 1398 года главный судья Диего Лопес де Эстуньига, главный официант Хуан де Веласко и главный аделантадо Гомес Манрике клянутся быть хорошими и верными друзьями короля Кастилии Энрике III.
Летом 1399 года король Португалии со своей армией перешел границу, атаковал и осадил крепость Алькантара, которая смогла устоять несколько дней. Констебль Кастилии Руй Лопес Давалос привел подкрепление, и с кавалерией Ордена Алькантара они сняли осаду и вошли в Португалию. Не теряя времени, Диего Лопес де Эстуньига и Диего Уртадо де Мендоса со своими отрядами присоединились к констеблю и вместе взяли Миранду (Португалия). Магистр Сантьяго и маршал Диего Фернандес осадили и взяли Нодар в сентябре 1399 года. Начались переговоры, было заключено перемирие, а военные действия прекратились. Мирный договор между Кастилией и Португалией был подписан в 1401 году.
Король Энрике III подтверждает ему передовым письмом от 15 ноября 1401 года должности главного судьи и главного судебного пристава Кастилии. Диего купил совместно с Диего Уртадо де Мендоса, адмиралом Кастилии, у своего родственника Менсии де Ороско место Гальве-де-Сорбе, с его вассалами, замком, территорией и юрисдикцией, согласно грамоте от 8 марта 1403 года в Толедо. Пиратство усиливается в 1402—1403 годах и продолжается на протяжении всего правления Энрике III. Диего владел некоторыми кораблями, украденными английскими пиратами.

#### Несовершеннолетие короля Хуана II
После ранней смерти короля Энрике III, который умер 25 декабря 1406 года в возрасте 27 лет, он в своем завещании доверил опеку над своим сыном, мальчиком-королем Хуаном II, Диего Лопесу де Эстуньиге и Хуану Фернандесу де Веласко, назначив их обоих их членами совета регента. Король поручил регентство своему младшему брату, инфанту Фернандо де Антекера. В состав регентского совета входят Диего Лопес де Эстуньига, Хуан Фернандес де Веласко и Санчо Санчес де Рохас, епископ Паленсии. Регенты вступают в должность 15 января 1407 года.
Подготовка к войне в Гранаде началась после поражения христианских армий в битве при Кольехаресе в октябре 1406 года. Инфанте Фернандо де Антекера удалось добиться от кортесов Толедо, состоявшихся в конце 1406 года, предоставления ему необходимых средств для военной кампании. Инфант Фернандо в сопровождении Диего Лопеса де Эстуньига и его сына Педро Лопеса де Эстуньига вошли в Севилью 22 июня 1407 года, откуда отправились в поход. Его сыновья Педро и Иньиго де Эстуньига с воинами своего отца летом вырубили виноградники и сады Ронды (провинция Малага). Инфант Фернандо с объединенными силами 2 октября завоевывает Сахару и начинает осаду Сетениля. Его капитаны воспользовались подготовкой к осаде, чтобы осуществить завоевания Каньете, Аямонте, Ортехикара и Торре-де-Алакин. Педро де Эстуньига захватил замок Аямонте, недалеко от Ольверы (провинция Кадис). Сетениль оказал сопротивление, и инфант Фернандо де Антекера приказал отступить, вернувшись в Севилью в сопровождении Диего Лопеса де Эстуньига 10 ноября 1407 года.
Когда престиж инфанта Фернандо был подорван, а его власть ослабла, в июне 1408 года возникли серьезные разногласия с членами регентского совета Хуаном Фернандесом де Веласко и Диего Лопесом де Эстуньига. Примирение Инфанта Фернандо с Веласко и Эстуньигой было подтверждено страховым актом от 11 марта 1409 года. Инфант Фернандо восстанавливает регентский совет. Отныне все трое активно сотрудничают в правительстве вместе с Санчо Санчесом де Рохасом, епископом Паленсии.
Инфант Фернандо после хорошей подготовки кампании предпринимает осаду Антекеры, провинция Малага, 26 апреля 1410 года. Взятие города продолжалось с 16 по 24 сентября. Инфант Фернандо, прозванный с тех пор Фернандо «эль де Антекера», триумфально вошел в Севилью 15 октября и приказал приостановить военные действия 6 ноября 1410 года.
Когда король Арагона Мартин I скончался 31 мая 1410 года, не оставив престолонаследия, он добровольно позволил выбрать наследником «того, кто по справедливости должен». Инфант Фернандо де Антекера получил известие во время осады Антекеры. Поскольку он был ближайшим родственником, кортесы Вальядолида в мае 1411 года поддержали его кандидатуру. В июне инфант Фернандо предстал перед парламентом Барселоны и в декабре в Альканьисе. Делегаты, избранные общими парламентами, договорились 28 июня 1412 года на встрече в Каспе, недалеко от Альканьиса, провозгласить принца Фернандо новым королем Фердинандом I Арагонским. Диего в сопровождении Хуана Фернандеса де Веласко присутствует на коронации принца Фернандо «де Антекера» в качестве короля Арагона Фердинанда I 11 февраля 1414 года, которая состоялась в Сарагосе, и они участвуют в последовавших за этим торжествах.
В качестве старшего судьи Кастилии-и-Леона в 1410 году он завершил составление Кодекса Siete Partidas, на главной странице которого изображен его герб (в серебряном поле, перевязи сабли и прошитой поверх всего цепи Наварры) из восьми золотых звеньев), который был инициирован королем Кастилии Альфонсо X «Мудрым» как универсальный законодательный проект, связанный с его претензией на звание императора Священной Римской империи. Оригинал хранится в Национальной библиотеке Испании в Мадриде.
Диего в компании Санчо Санчеса де Рохаса, архиепископа Толедо, и Хуана Фернандеса де Веласко очистил королевский двор от влияния регента и королевы-матери Каталины де Ланкастер и потребовал в 1416 году, чтобы для остального малолетства короля Хуана I, которому только что исполнилось одиннадцать, воля короля Энрике III исполнена.
Фердинанд I, король Арагона и регент Кастилии, умер в возрасте 36 лет в Игуаладе (провинция Барселона) 1 апреля 1416 года. Таким образом, с 1416 до конца 1418 года эта группа правила Кастилией и Леоном, но в ноябре 1417 года Диего Лопес де Эстуньига, сеньор Бехара, Монтеррея, Байдеса, Баньяреса, Суньиги и Мендавии (в Наварре) и других городов, скончался в своем дворце в Вальядолиде.

### Характеристика хронистами, завещание и смерть
Диего Лопес де Суньига был одним из самых выдающихся членов дома Суньига, составившим завещание 29 июля 1397 года и подтвердившим его кодицилом, изданным 11 июня 1401 года. В письме от 6 августа 1401 года король Кастилии Энрике III подтвердил завещание и кодицил.
По свидетельству хронистов своего времени, он был «человеком хороших мозгов, среднего роста, красного лица, тонких ног». Диего был очень умен, предусмотрителен, ценился как советник и был рыцарским и галантным воином, любителем поэзии и большим покровителем художников своего времени.
Диего Лопес де Суньига умер в ноябре 1417 года в своем дворце в Вальядолиде, который располагался на том месте, которое сейчас называется Калле-де-Хуан-Мамбрилья.

## Брак и потомство
Диего Лопес де Суньига женился на Хуане Гарсия де Лейва, сеньоре Вильявакерина, дочери Хуана Мартинеса де Лейвы и Марии Диас де Севальос и внучке по материнской линии Диего Гутьерреса де Севальоса, 14-го главного адмирала Кастилии с 1303 года и предполагаемой правнучке Санчо по отцовской линии. Мартинес де Лейва «Железная рука», вассал королей Кастилии и Англии.
Брачные соглашения и документ о приданом, данные королями Кастилии Педро I и Наварры Карлосом II, были предоставлены в 1369 году. У Диего было пять сыновей и три дочери в браке с Хуаной и трое внебрачных сыновей от других женщин. Диего создал майораты для всех своих сыновей, включая бастардов.